# فلورنس كيلي
فلورنس كيلي (بالإنجليزية: Florence Kelley)‏ (12 سبتمبر 1859 - 17 فبراير 1932)، كانت مصلحة اجتماعية وسياسية، ورائدة في مجال إلغاء الأجور (مناهضة الرأسمالية). يُنظر إلى عملها اليوم على نطاق واسع، إذ تضمن عملها محاربتها المصانع المستغلة للعمال، ونظام العمل المتضمن 8 ساعات من العمل في اليوم مقابل الحد الأدنى للأجور.
شغلت كيلي منصب أول أمين عام لرابطة المستهلكين الوطنية منذ تأسيسها في عام 1899. وفي عام 1909، ساعدت كيلي في إنشاء الجمعية الوطنية للنهوض بالملونين (NAACP).

## نشأتها
وُلدت كيلي في 12 سبتمبر عام 1859، لوالدها وليام دي كيلي (1814 - 1890)، ووالدتها كارولين بارترام بونسال، في مدينة فيلادلفيا. كان والدها رجلًا عصاميًا، ومؤيدًا لإلغاء عقوبة الإعدام، ومؤسس الحزب الجمهوري، وقاضيًا، وعُضوًا قديمًا في مجلس النواب الأمريكي.
تأثرت كيلي بشكل رئيسي بأبيها، وقد تبين ذلك من خلال قولها: «أنا مدينة له بكل شيء لم أتمكن من تعلمه من قبل». قرأ لها طوال سنواتها المبكرة كتبًا تتضمن مواضيع عمالة الأطفال.
عُلمت كيلي من قبل والدها، حتى عندما كانت في العاشرة، حول أنشطته، إذ كانت قادرة على قراءة مجلد والدها، موارد كاليفورنيا، في ذلك الحين.
لم تكن والدة كيلي، كارولين بارترام بونسال، شخصية أقل شهرة، إذ امتلكت علاقات مع عالم النبات الشهير والعضو في جمعية الأصدقاء الدينية، جون بارترام. توفي والدا بونسال لسوء الحظ في سن مبكرة، وتبناها جداها إسحاق وكاي بوغ.
أمضت كيلي سنوات عديدة من السعادة مع جديها إسحاق وكاي بوغ.
عاشت عمة كيلي، سارة بوغ، بصفتها صَاحبيّة، ومناهضة للعبودية. أثّر قرار بوغ الذي ينص على رفض استخدام القطن والسكر بسبب ارتباطه بالسخرة، على كيلي منذ أن كانت صغيرة. كانت بوغ مدافعة عن حقوق النساء وأخبرت كيلي عن حياتها بصفتها امرأة مضطهدة.
امتلكت كيلي أخوين وخمسة شقيقات؛ توفيت جميع أخواتها في مرحلة الطفولة. جوزفين بارترام كيلي، وكارولين لينكولن كيلي، وآنا كارولين كيلي، هن ثلاثة من إخوتها، إذ توفيت جوزفين عن عمر يناهز العشرة أشهر، وتوفيت كارولين عن عمر يناهز أربعة أشهر، وتوفيت آنا عن عمر يناهز ست سنوات.
كانت كيلي من أوائل المؤيدين لحق النساء في التصويت بعد وفاة شقيقاتها، بل وعملت على العديد من الإصلاحات السياسية والاجتماعية، بما في ذلك الجمعية الوطنية للنهوض بالملونين، والتي ساعدت كيلي في تأسيسها.
قابلت كيلي في زيوريخ العديد من الاشتراكيين الأوروبيين، بما في ذلك طالب الطب البولندي الروسي، لازار فينيتزكي، الذي تزوجته في عام 1884، وهو يمتلك ثلاثة أطفال؛ تطلق الزوجان في عام 1891، إذ أرادت الطلاق بسبب سوء معاملته الجسدية، والديون الفائضة التي تراكمت عليهما.
هربت كيلي إلى شيكاغو وحصلت على الحضانة الكاملة لأطفالها، وذلك لعدم قدرتها على طلاق زوجها بسبب «افتقاد الدعم». احتفظت كيلي باسمها قبل الزواج، لكنها فضلت أن يُطلق عليها «السيدة كيلي».

## التعليم
كانت كيلي مريضة بشدة في سنواتها المبكرة، بل ومعرضة للإصابة بالعدوى، وبالتالي لم تتمكن من الذهاب إلى المدرسة لفترة من الزمن. تواجدت كيلي في مكتبة والدها وهي تقرأ، في الأيام التي لم تستطلع فيها الذهاب إلى المدرسة.
التحقت كيلي في عام 1882 بجامعة كورنيل وهي في سن السادسة عشر، وكانت عضوًا في فاي بيتا كابا في كورنيل، إذ كتبت أطروحتها هناك حول الأطفال المحرومين. أثر تعليم والدها لها بموضوع أطروحتها حول الأطفال المحرومين.
مُنعت كيلي من الالتحاق بجامعة بنسلفانيا لدراسة القانون بسبب جنسها، وذلك على الرغم من رغبتها في ذلك. في غضون ذلك، تابعت شغفها بالدفاع عن النساء العاملات من خلال إقامة وحضور فصول دراسية مسائية نقابة القرن الجديد للنساء العاملات. وفي وقت لاحق، التحقت بجامعة زيورخ، أول جامعة أوروبية تمنح درجات علمية للنساء، بل وانضمت إلى مجموعة من الطلاب الذي يدافعون عن الاشتراكية.
حصلت كيلي أيضًا على شهادة في القانون من كلية الحقوق في جامعة نورث ويسترن في عام 1894. كانت قادرة بعد ذلك على افتتاح مدرسة للفتيات العاملات في ولاية بنسلفانيا.

## الاشتراكية والحقوق المدنية
كانت كيلي عضوًا في المجتمع الاشتراكي الطلابي (ISS)، وهي ناشطة في مجال حق المرأة في التصويت والحقوق المدنية الأمريكية الأفريقية. وكانت أيضًا تابعًا لكارل ماركس وصديقةً لفريدريك إنجلز. وما تزال ترجمتها إلى اللغة الإنكليزية، الخاصة بحالة الطبقة العاملة في إنجلترا عام 1885، مُستخدمة حتى اليوم. عُرفت هناك باسم «السيدة إف. كيلي فينيتزكي»، وأيضًا باسم فلورنس كيلي.
ساعدت كيلي في تأسيس نقابة القرن الجديد في فيلادلفيا، إلى جانب غابرييل د. كليمنتس وبقيادة إليزا سبروت تيرنر. بل وكان لديها محاضرات وبرامج لمساعدة النساء العاملات. درّست كيلي الفصول المسائية هناك.
تهدف نقابة القرن الجديد إلى رفع جودة ظروف العمل والمعيشة للطبقة الدنيا الموجودة في المناطق الحضرية. ساعدت النقابة أيضًا في قيادة المعركة من أجل وضع قوانين العمل، مثل الحد الأدنى للأجور، ونظام عمل الثمان ساعات في اليوم، على المستويات المحلية والحكومية والفيدرالية.
نظمت كيلي في شيكاغو حملة جمعية المرأة العاملة في نيويورك في عامي 1889 و1890 «من أجل توظيف النساء في عمل تفتيش المصانع». أصدر المجلس التشريعي في نيويورك بحلول عام 1890 قوانين تُحدث ثماني وظائف جديدة للنساء بصفتهم مفتشين لمصانع الدولة.
انضمت كيلي إلى هول هاوس من عام 1891 وحتى عام 1899. إذ سمح هول هاوس لكيلي بالتقدم في حياتها المهنية من خلال تزويدها بشبكة من المنظمات الاجتماعية الأخرى، وبمخرج من أجل متابعة التقدم بمواضيع حقوق النساء والأطفال العاملين.
ارتبطت كيلي أثناء وجودها في هول هاوس بجين أدامز وجوليا لانثروب، اللتين عملتا معًا بصفتهما مُصلحتين عماليتين أساسيتين. كانت جميع النساء الثلاث من الطبقة المتوسطة والعليا، بل وامتلكن آباء نشطين سياسيًا. أصبحت كيلي صديقة كلًا من جريس وإديث أبوت أيضًا، بالإضافة إلى أليس هاملتون، وهو طبيب محترف متخصص في الوقاية من الأمراض المهنية. تفاعلت كيلي مع نادي شيكاغو النسائي تحت رعاية جين أدامز، وذلك من خلال إنشاء مكتب عمل المرأة.
أتاح هول هاوس لكيلي الفرصة لتجاوز المنظمات الذكورية من أجل متابعة النشاط الاجتماعي للنساء، اللاتي حُرمن من المشاركة السياسية الرسمية في ذلك الوقت. يعود الفضل إليها في بدء الحركة النسوية للعدالة الاجتماعية.
حققت كيلي عام 1892 في ظروف العمل الخاصة بصناعة الملابس في شيكاغو، وذلك من خلال إقناع مكتب إلينوي لإحصاءات العمل بتوظيفها. خلال نفس ذلك العام، أجرت دراسة استقصائية عن الأحياء الفقيرة في شيكاغو بناءً على طلب من مفوض العمل الأمريكي، كارول د. رايت، إذ كشف هذا الاستطلاع عن أطفال يناهز عمرهم الثلاث سنوات يعملون في «شقق سكنية مكتظة». بل وكشفت هذه الدراسة أن النساء قد أُصبن بالإرهاق في الماضي، والعمال قد تعرضوا لخطر بالإصابة بالالتهاب الرئوي، والأطفال لخطر الإصابة بالحروق.

## وصلات خارجية
- فلورنس كيلي على موقع الموسوعة البريطانية (الإنجليزية)
- فلورنس كيلي على موقع إن إن دي بي (الإنجليزية)